# Spa
|  | Per a altres significats, vegeu «Spa (salut)». |

Spa (en (llatí) Aquae Spadaniae) és una ciutat belga situada a la província de Lieja. L'1 de desembre de 2011 tenia 10.590 habitants. És coneguda mundialment pel termalisme i la seva proximitat amb el circuit de Spa-Francorchamps, seu de curses de Fórmula 1. En anglès el nom de la ciutat va esdevenir el substantiu genèric per dir balneari. En neerlandès, el mot spa és sinònim d'aigua mineral.

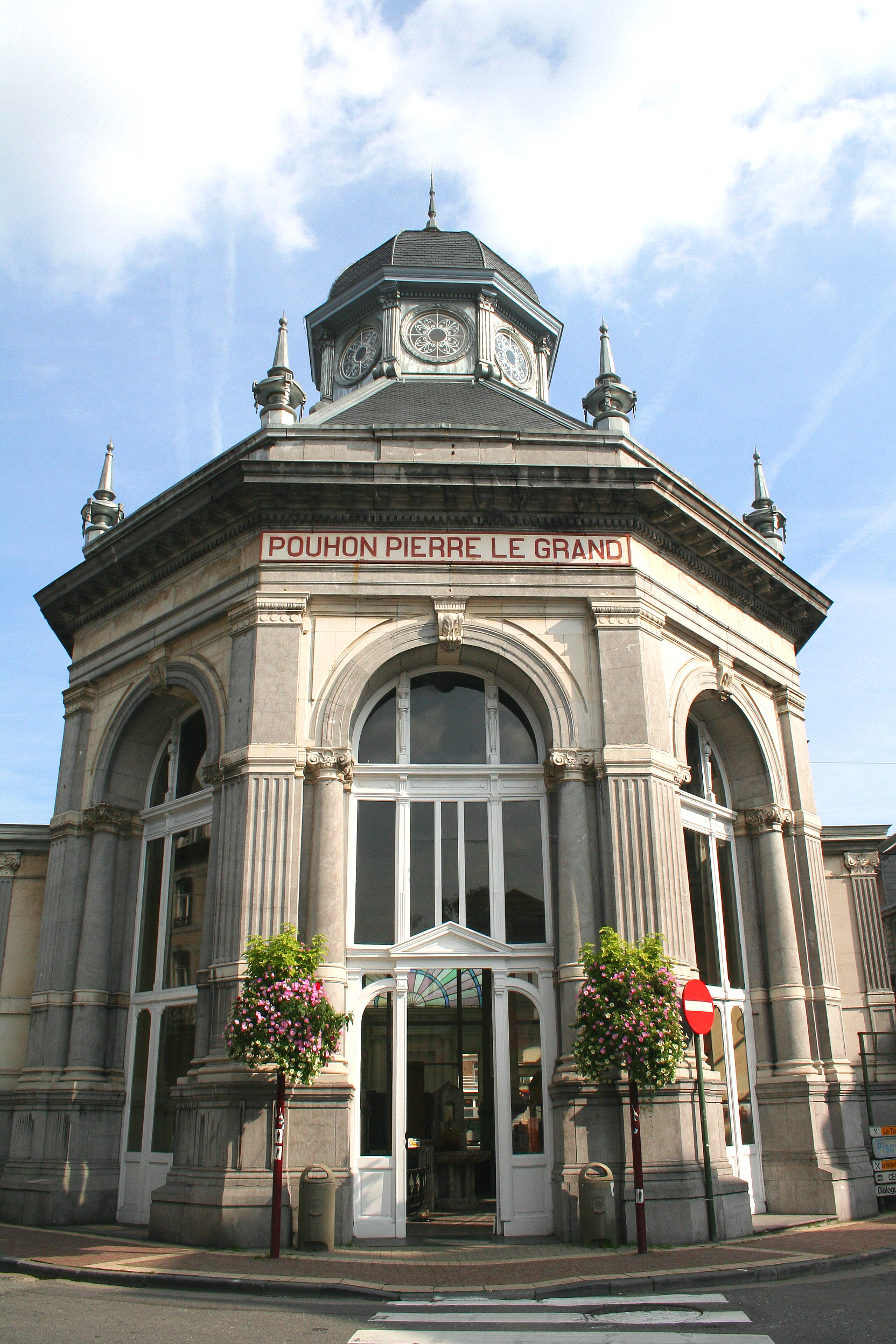
El Pouhon.

## Història
Al segle xviii la petita vila de pagès va desenvolupar-se com un dels primers balnearis del temps moderns. Va esdevenir el lloc de trobada de tota la noblesa europea i acollir estiuejants com a Pere I de Rússia, Durant la Primera Guerra Mundial, el comandament alemany va establir a Spa la seu de la seva base d'operacions, a la qual va residir l'Emperador Guillem II.

## Geografia
La ciutat es troba a una zona boscosa i de camps de la regió de les Ardenes, de la qual una gran part està protegida per evitar tota contaminació de l'aigua de pluja per la indústria o l'agricultura. De fet, l'aigua mineral, la primera riquesa de la ciutat, és la pluja d'antany filtrada durant decades per les capes de roques poroses i ferruginoses. Tret del turisme, la companyia Spa Monopole (aigua mineral i llimonades) que explota les nombroses fonts, és l'empleador més gran de la zona.

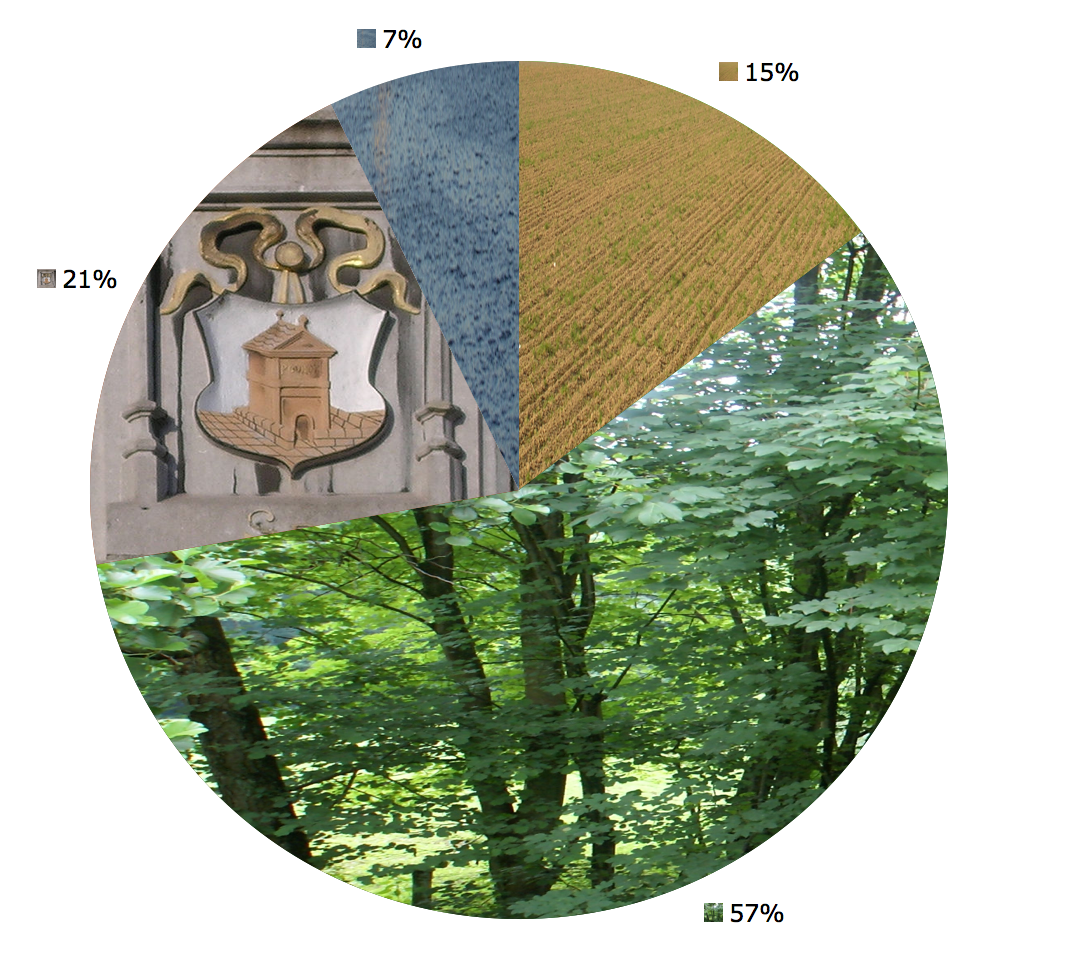
Utilització del sòl al 2005:
15% conreu i pastures,
57% bosc,
21% construccions i carreteres,
7% diversos.

## Fills il·lustres
- Johann Gerardy (1877-1929), violoncel·lista.
- Remacle Le Loup (1694-1746), dibuixant

## Esdeveniments i llocs d'interès
- El Pouhon Pere de Rússia: monument a la font
- El festival anual de la canço francesa Francofolies, creat pel cantautor Pierre Rapsat
- El balneari termal
- El Casino
- El Circuit de Spa-Francorchamps
- El turisme verd